# Sydney
|  | No s'ha de confondre amb Sidney. |

Sydney és la ciutat més poblada d'Austràlia, amb una població en la seva àrea metropolitana propera als 5 milions d'habitants (el 2016). És la capital de l'estat de Nova Gal·les del Sud i va ser el lloc on es va fundar la primera colònia britànica a Austràlia, la Colònia de Nova Gal·les del Sud. Va ser fundada el 1788 a la cala de Sydney per Arthur Philip, capità de la First Fleet. i és la ciutat més antiga del país.
Està situada al sud-est d'Austràlia, a ribes de l'àmplia Badia de Jackson. La ciutat va ser construïda al voltant del port de Jackson, que comprèn el port de Sydney. En la ciutat, destaca l'Òpera de Sydney, el Pont del Port de Sydney i les seves platges. L'àrea metropolitana està rodejada de parcs nacionals que contenen badies i rius. La ciutat ha acollit esdeveniments internacionals esportius com els Jocs de la Mancomunitat de 1938, els Jocs Olímpics de Sydney 2000 i la final de la Copa Mundial de Rugbi de 2003, entre d'altres. L'aeroport principal que serveix a Sydney és l'Aeroport Internacional Kingsford Smith, sovint també anomenat Aeroport de Sydney.
Sydney és una de les ciutats més multiculturals del món, i es reflecteix amb al seu paper de principal destí per a immigrants d'Austràlia. D'acord amb un estudi de Mercer sobre el cost de vida, Sydney va resultar ser la ciutat més cara d'Austràlia i la quinzena a nivell mundial. Sydney també lidera el top 10 de les ciutats amb millor qualitat de vida del món, en un altre estudi de la mateixa empresa juntament amb The Economist.

## Història

Gravat mostrant el primer contacte entre els aborígens de Gweagal i el capità James Cook a les costes de la península de Kurnell

### Història dels indígenes d'abans de 1788
La datació amb radiocarboni revela que la regió de Sydney ha estat habitada per aborígens australians fa com a mínim 30.000 anys. Els habitants indígenes tradicionals de Sydney Cove són els cadigal, que havien ocupat un territori que s'estenia des del sud de Port Jackson a Petersham. S'estima que la població abans de l'arribada de la Primera Flota el 1788 es mantenia entre 4.000 i 8.000 autòctons vivint a la regió de Sydney. Els britànics anomenaren " Eora" als indígenes, perquè quan se'ls preguntava d'on venien, responien: "Eora", que significa "aquí", o "sóc d'aquest lloc" en la seva llengua. Hi havia tres grups de llengua a la regió de Sydney, que es dividia en dialectes parlats per clans més petits. Les llengües principals eren el darug (el cadigal, un dialecte costaner del darug que parlaven els habitants originals de Sydney), dharawal i guringai. Cada clan tenia un territori, la localització d'aquell territori determinava els recursos disponibles. Encara que la urbanització ha destruït moltes evidències d'aquests assentaments, un bon nombre de gravats mitològics, grutes i art rupestre encara són visibles al Gres Hawkesbury.

### La primera colònia

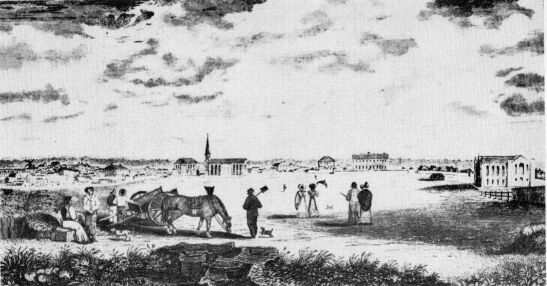
Sydney mirant cap al nord sobre Hyde Park el 1828

El 1770, el capità lloctinent de la marina britànica James Cook desembarcava a la Badia Botànica a la Península Kurnell. Fou aquí on James Cook va tenir el primer contacte amb una comunitat autòctona coneguda com els Gweagal. Per ordre del govern britànic, Arthur Phillip va fundar un penal quan va arribar a Badia Botànica amb una flota d'11 vaixells 18 de gener de 1788. Aviat es va decidir que aquest lloc era inapropiat per a ser habitat, a causa de la terra pobre i d'una manca d'aigua fresca. Phillip va fundar la colònia més amunt de la costa, a Sydney Cove en Port Jackson el 26 de gener de 1788. Li va posar el nom del Secretari d'Interior, Thomas Townshend, Lord Sydney, en reconeixement del paper d'aquest publicant la carta que autoritzava Phillip a establir una colònia. Inicialment s'havia pensat anomenar-la Albion fins que Phillip va decidir Sydney. L'abril de 1789 una malaltia, es creu que la verola, matava entre 500 i 1000 autòcton entre badia Broken i Badia Botànica. Hi va haver una violenta resistència a l'assentament britànic, especialment pel guerrer Pemulwuy a l'àrea al voltant de badia Botànica, i els conflictes eren comuns a l'àrea al voltant del riu Hawkesbury. Cap al 1820 hi havia només uns quants centenars d'aborígens i el Governador Macquarie havia començat iniciatives per civilitzar, cristianitzar i educar als aborígens traient-los dels seus clans.
El mandat de Macquarie com a governador de Nova Gal·les del Sud va ser un període en què Sydney es va desenvolupar i millorar de forma important. Els convictes britànics i irlandessos del penal varen construir carreteres, ponts, molls i edificis públics, i el 1822 la ciutat tenia bancs, mercats, vies ben establert i un constabulary organitzat. Els anys 1830 i el 1840 foren períodes de desenvolupament urbà, incloent-hi el desenvolupament dels primers suburbis, mentre la ciutat creixia ràpidament l'arribada dels vaixells britànics i irlandessos amb immigrants mirant de començar una nova vida en un nou país. El 20 de juliol de 1842 es creava el consell municipal de Sydney i la ciutat es declarava la primera ciutat d'Austràlia, amb Charles H. Chambers com el primer alcalde. La primera d'unes quantes febres d'or va començar el 1851, i el port de Sydney va veure onades de gent que arribaven de tot el món. El desenvolupament suburbà ràpid va començar l'últim quart del segle xix amb l'aparició de tramvies i ferrocarrils a vapor. Amb la revolució industrial Sydney s'expandí ràpidament, i a començament del segle XX tenia una població per sobre d'un milió. La Gran Depressió va colpir Sydney. Un dels fets destacats de l'era de la depressió, fou l'acabament del Sydney Harbour Bridge el 1932.

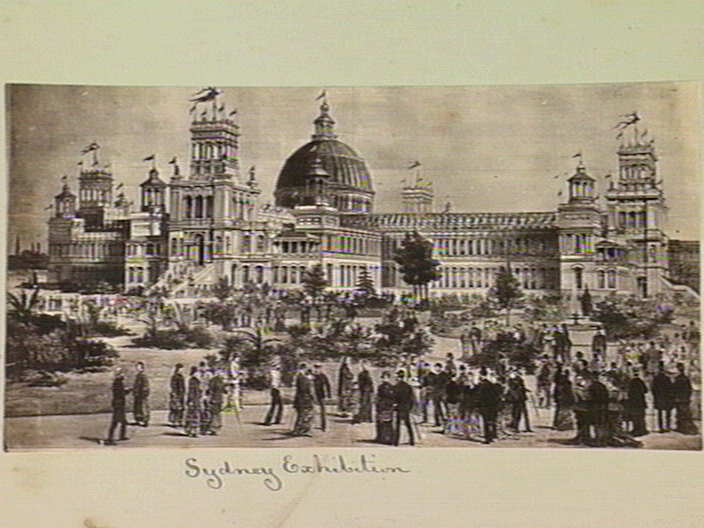
L'exposició internacional de 1879 al Garden Palace

### Seglexixi començament delxx
Tradicionalment ha existit una rivalitat entre Sydney i Melbourne des de la febre de l'or del 1850 que va fer créixer la capital de Victòria convertint-la en una ciutat rica i gran d'Austràlia. Sydney avançava Melbourne en població en els primers anys del segle xx, i ha romàs la ciutat més gran d'Austràlia fins ara. Durant els anys 1970 i 1980 amb el districte de negocis de Sydney, la Reserva del Banc d'Austràlia i la Borsa d'Austràlia, han fet que Sydney es consolidi com a capital financera. Durant el segle xx, especialment en les dècades immediatament següents a la Segona Guerra Mundial, Sydney es continuava estenent amb un gran nombre d'immigrants europeus i posteriorment asiàtics que poblaven l'àrea metropolitana. La cultura aportada pels immigrants va ser un factor essencial en la diversitat i l'atmosfera cosmopolita de la ciutat.

## Geografia
La ciutat de Sydney es localitza al sud-est d'Austràlia, entre l'oceà Pacífic a l'est i les Blue Mountains (New South Wales) (muntanyes blaves) a l'oest.
Com a peculiaritat, té el port natural més llarg del món, el Port Jackson, i més de setanta ports i platges, incloent-hi la famosa Bondi Beach.
L'àrea urbana de Sydney és de 1.687 quilòmetres quadrats, similar a la del Gran Londres, encara que té menys de la meitat de població que aquesta última ciutat. L'àrea metropolitana segons la Sydney Statistical Division és de 12.145 km², però la seva majoria és o parc nacional o sòl no urbanitzat. Les coordenades de Sydney són 34 graus al sud i 151 a l'est.
Sydney ocupa dues regions geogràfiques: l'Esplanada de Cumberland, una regió relativament plana situada al sud-est del port; i la Hornsby Plateau (NT: similar a la zona lleugerament elevada de Hornsby), al nord del port i amb una elevació de dos-cents metres, tallada per valls. Les zones més antigues de la ciutat es poden trobar a les zones més planes; al Hornsby Plateau, la coneguda com a Costa Nord, que era bastant difícil d'urbanitzar degut a la seva topografia de turons, i va ser, principalment, una zona estancada fins que el Pont del Port de Sydney va ser inaugurat el 1932, enllaçant-lo amb la resta de la ciutat.
Una gran part de la Costa Nord és poblada per ciutadans de classe mitjana-alta amb importants barris financers, a Chatswood i North Sydney.

## Clima
Sydney té un clima subtropical humit, amb càlids estius i hiverns suaus, amb pluges fortes freqüents durant l'any. El clima es modera per la seva proximitat amb l'oceà, i, per tant, les temperatures més extremes es registren als barris de l'oest. El mes més càlid és el gener, amb una temperatura mitjana de l'aire de la costa que oscil·la entre els 18,6 °C i els 25,8 °C, amb una mitjana de 14,6 dies l'any a més de 30 °C. La temperatura màxima registrada a Sydney és de 45,3 °C el dia 4 de gener de 1939, cap al final d'una ona de calor que va afectar tot l'estat australià. L'hivern és fresc, amb unes temperatures que rarament són més baixes que 5 °C a les àrees costaneres. El mes més fred és el Juny, amb un rang que va de 8,0 °C a 16,2 °C. El mínim registrat és de 2,1 °C.
Les pluges estan repartides quasi equitativament entre l'estiu i l'hivern, però són més freqüents els sis primers mesos de l'any. La mitjana de pluja anual, amb una variabilitat moderada-baixa, és de 1217 mm, a una mitja de 138 dies l'any. No s'han registrat nevades a l'àrea de Sydney.
Tot i que la ciutat no pateix tifons o terratrèmols importants, el Niño Southern Oscillation té un paper molt important per tal de determinar les distribucions de clima de Sydney: sequera i incendis d'una banda, i inundacions i tempestes d'una altra, associades a les fases contràries d'oscil·lació. Nombroses àrees dels prats que envolten la ciutat han estat cremades per incendis, i, especialment, els anys 1994 i 2002. Sydney, no obstant, no sol tenir fortes tempestes de vent.
|                                        | Jan   | Feb   | Mar   | Apr   | May   | Jun   | Jul  | Aug  | Sep  | Oct  | Nov  | Dec  | Year   |
| -------------------------------------- | ----- | ----- | ----- | ----- | ----- | ----- | ---- | ---- | ---- | ---- | ---- | ---- | ------ |
| Temperatura Diària Màxima Mitjana (°C) | 25,8  | 25,7  | 24,7  | 22,4  | 19,3  | 16,9  | 16,2 | 17,7 | 19,9 | 22,0 | 23,6 | 25,1 | 21,6   |
| Temperatura Mínima Diària Mitjana (°C) | 18,6  | 18,7  | 17,5  | 14,7  | 11,5  | 9,2   | 8,0  | 8,9  | 11,0 | 13,5 | 15,5 | 17,5 | 13,7   |
| Pluja Mitjana (mm)                     | 103,3 | 117,4 | 131,2 | 127,2 | 123,3 | 128,1 | 98,1 | 81,5 | 68,7 | 76,9 | 83,1 | 78,1 | 1217,0 |
| Nombre Mitjà de Dies amb Pluja         | 12,1  | 12,3  | 13,3  | 12,0  | 12,0  | 11,4  | 10,3 | 9,9  | 10,3 | 11,5 | 11,4 | 11,5 | 138,0  |
| Font: Bureau of Meteorology            |       |       |       |       |       |       |      |      |      |      |      |      |        |

## Estructura Urbana

Port de Sydney de nit, amb l'òpera a l'esquerra, el districte financer al centre de la imatge i el Sydney Harbour Bridge a la dreta

L'extensa àrea ocupada per la metròpoli de Sydney és dividida en més de tres-cents barris (per facilitar les adreces i afers postals), formalment administrats per 38 governs d'àrees locals (a més de les nombroses responsabilitats del Govern de Nova Gal·les del Sud i les seves agències). La Ciutat de Sydney en si ocupa una àrea més aviat petita que comprèn el districte financer central i els barris que l'envolten.
Hi ha diverses maneres d'anomenar els barris, districtes o àrees de Sydney, i depenent de la que s'utilitzi, hom es referirà a una àrea més o menys petita. No obstant això, hi ha una manera informal de denominar les diferents àrees de la ciutat:
Eastern Suburbs,
Hills District,
Inner West,
Lower North Shore,
Northern Beaches,
North Shore,
Southern Sydney,
South-eastern Sydney,
South-western Sydney,
Sutherland Shire i
Western Sydney
El Districte Central de Negocis de Sydney (conegut com a Sydney Central Business District o CBD en anglès) s'estén uns 2 km cap al sud de Sydney Cove, el punt del primer assentament europeu, que és ocupat densament per gratacels i altres edificis, incloent-ne d'històrics com l'Ajuntament de Sydney, l'Edifici Victoria i espais lúdics com el Wynyard Park i el Hyde Park.
El Districte Central de Negocis de Sydney està delimitat per la part est per una zona de parcs que s'estén des del Hyde Park, passant pel Domain i els Jardins Botànics Reials fins a la Farm Cove (al port). El costat oest es delimita amb els Port de Darling, un dels llocs preferits pels turistes, i un dels més actius de la vida nocturna. L'Estació Central de Ferrocarrils (Central Railway Station) delimita el costat del sud, mentre que el Carrer George (George Street) és la via principal d'accés al Districte Central de Negocis per la part nord.
Encara que aquest districte va dominar tant la vida cultural com la dels negocis durant els primers dies de la ciutat, altres districtes enfocats a la cultura o als negocis van desenvolupar-se amb una localització radial a partir de la Segona Guerra Mundial. Com a resultat, la proporció de professionals del sector dels serveis localitzada al DCN va decaure des d'un 60% fins a menys d'un 30% el 2004. Els cinc principals districtes de negocis de Sydney a part de l'abans esmentat són Parramatta, a l'oest central, Liverpool, al sud-oest, Chatswood, al nord; i Hurstville al sud.

## Cultura

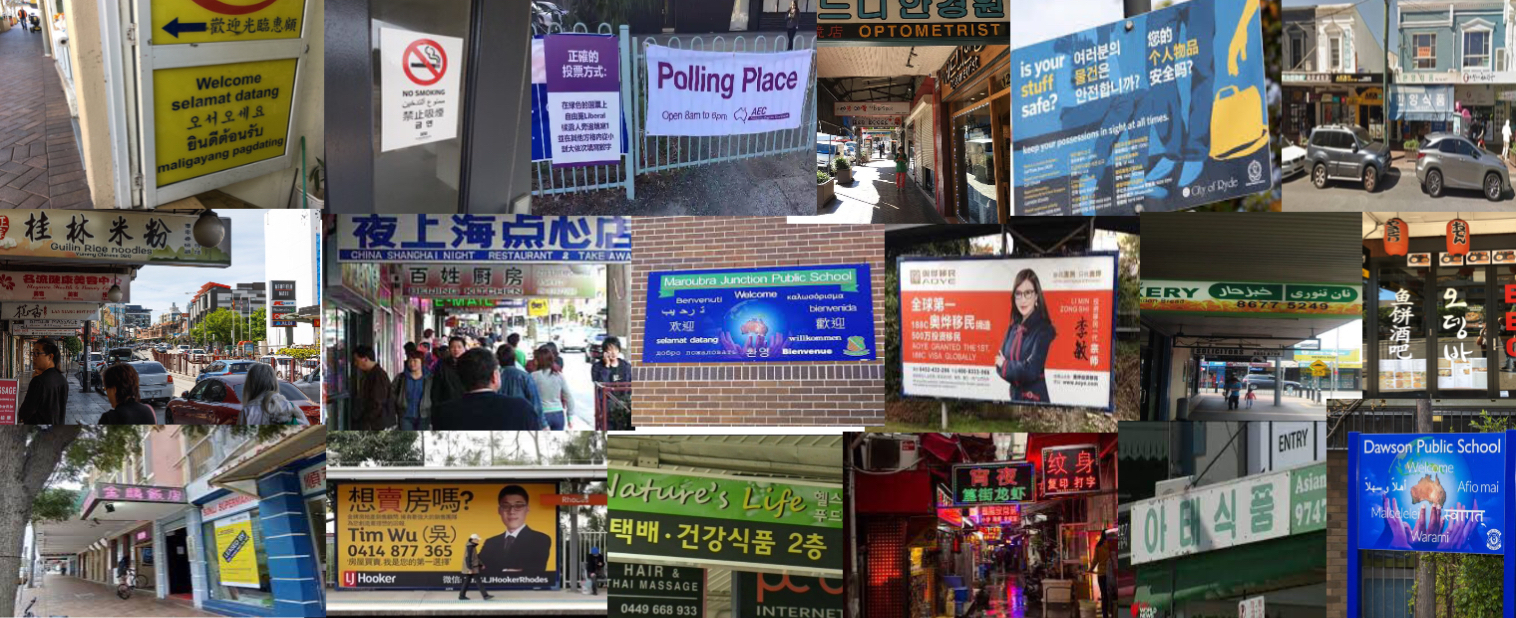
Cartelles bilingües a Sydney.

La ciutat de Sydney és amfitriona de molts festivals i alguns dels esdeveniments socials i culturals més importants d'Austràlia. Aquests inclouen el Sydney Festival, el festival d'arts més gran d'Austràlia amb actuacions tant en recintes com a l'aire lliure durant gener; la Biennale de Sydney, creada el 1973; el Big Day Out, un festival itinerant de rock & roll amb origen a Sydney; el Mardi Gras de gais i lesbianes de Sydney al llarg del carrer Oxford, el Festival de Cinema de Sydney i molts altres com els festivals de curtmetratges Tropfest i Flickerfest. El premi nacional d'Austràlia de retrat, el Archibald Prize que està organitzat per la Galeria d'Art de Nova Gal·les del Sud. El Sydney Royal Easter Show celebrat anualment per pasqua al Parc Olímpic de Sydney, la final de l'Ídol Australià una mena d'Operación Triunfo que té lloc a la Sydney Opera House, i la Setmana Australiana de la Moda a l'abril-maig. També la nit de cap d'any a Sydney i el dia d'Austràlia són grans celebracions de la ciutat.

### Entreteniment i arts escèniques

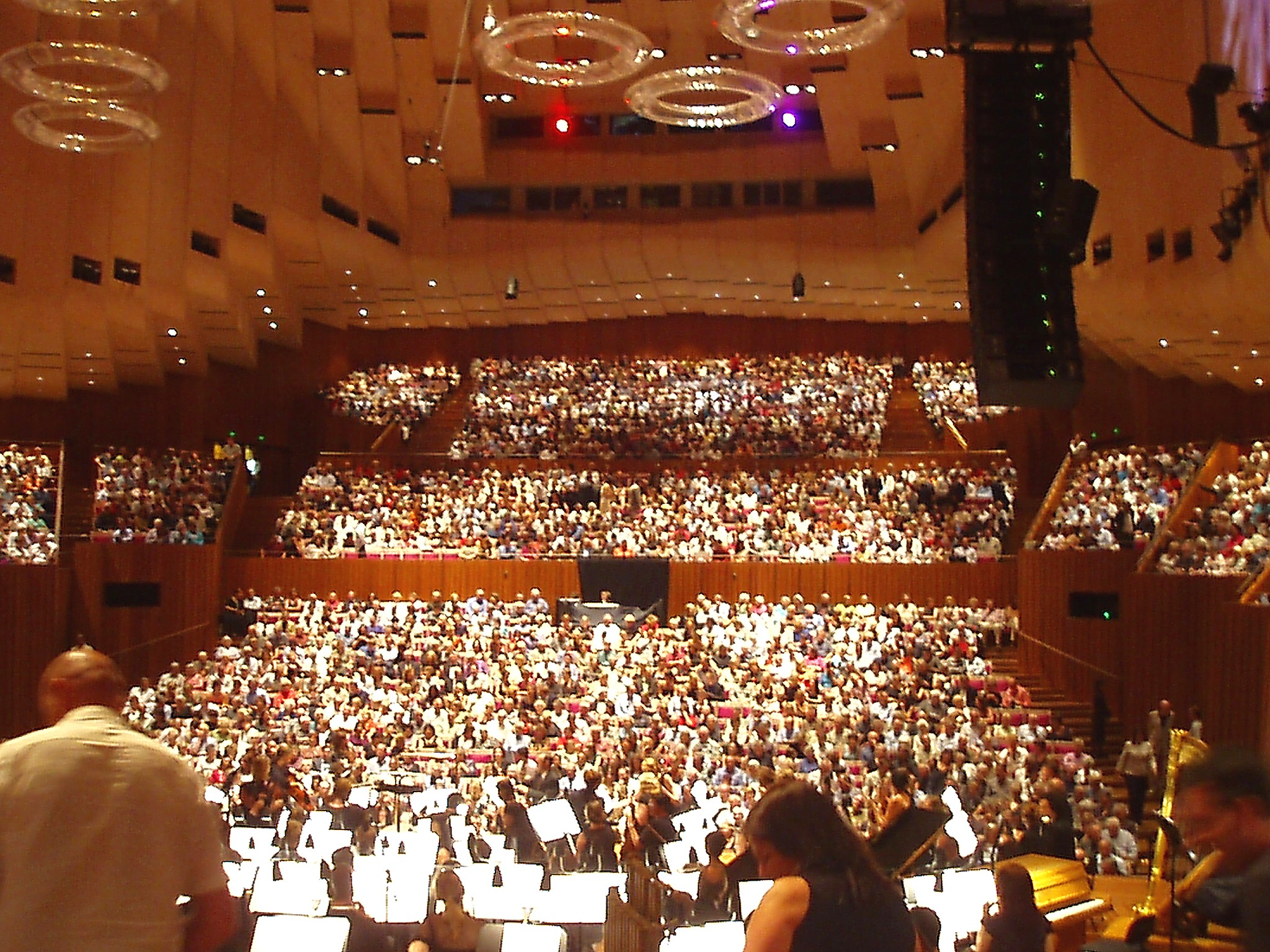
Sala de concerts de la Sydney Opera House

Sydney té una àmplia varietat d'institucions culturals. La icona de Sydney, la Sydney Opera House té cinc teatres amb capacitat per oferir una variada gamma d'actuacions; és la seu de l'Òpera Australiana, la tercera companyia d'òpera més sol·licitada del món, i de la simfònica de Sydney.
Destaquen altres instal·lacions com l'Ajuntament de Sydney, el City Recital Hall, el State Theatre, el Theatre Royal, Sydney, el Sydney Theatre i el Wharf Theatre. La Sydney Dance Company sota la direcció de Graeme Murphy a finals del segle també ha guanyat prestigi. La Sydney Theatre Company té una oferta regular d'escriptors locals, com el conegut dramaturg David Williamson, dramaturgs i clàssics internacionals. El 2007 New Theatre (Newtown) va celebrar 75 anys d'activitat contínua a Sydney. Altres companyies de teatre importants a Sydney són la Company B i la Griffin Theater Company. Entre els anys 1940 i els 1970 el Sydney Push, un grup d'autors i activistes polítics entre els quals hi figura Germaine Greer, ha influït influïa a la vida cultural de la ciutat.

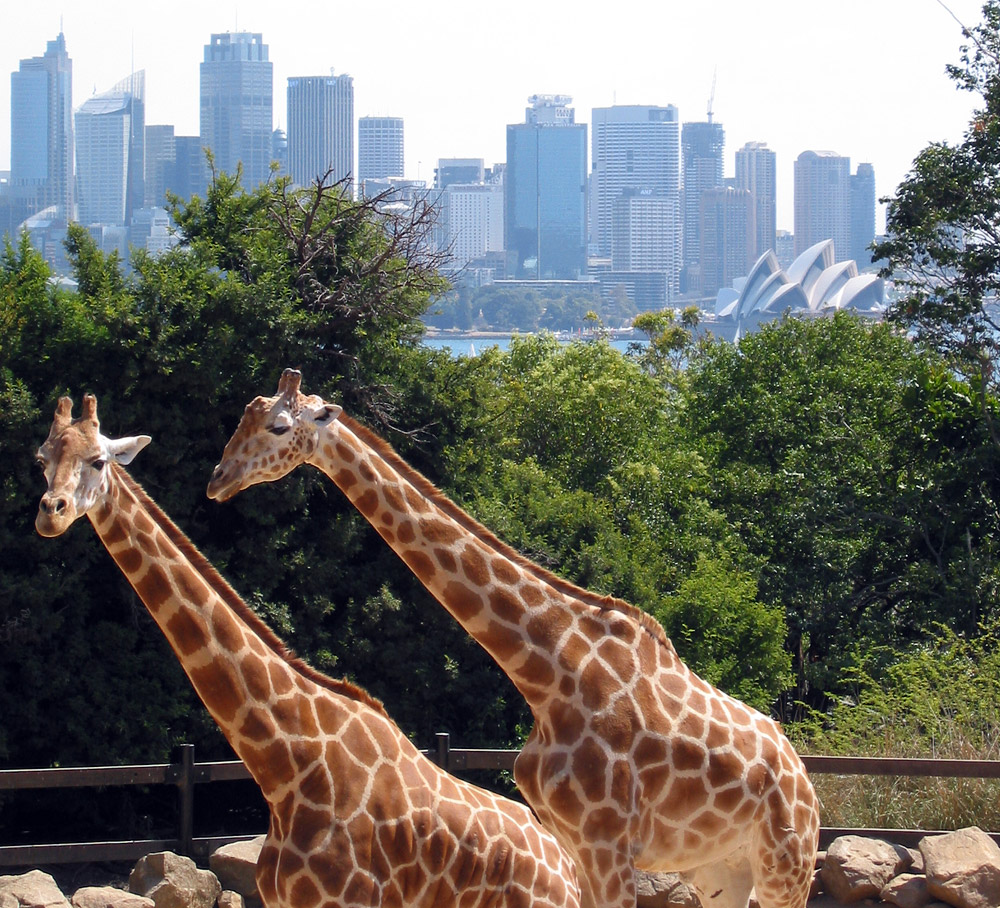
Girafa al Taronga Zoo

El National Institute of Dramatic Art, amb base a Kensington, compta amb ex-alumnes internacionalment famosos com Mel Gibson, Judy Davis, Baz Luhrmann i Cate Blanchett. El paper de Sydney en la indústria cinematogràfica ha augmentat des de l'obertura dels estudis Fox d'Austràlia el 1998. Entre les pel·lícules més conegudes que s'han filmat a la ciutat es compta amb Moulin Rouge!, Missió: Impossible II, La Guerra de les Galàxies episodis II i III, El retorn de Superman, Dark City, Son of the Mask, Austràlia i Matrix. Les pel·lícules que utilitzen Sydney com a escenari inclouen Buscant en Nemo, La boda de Muriel, Llavis Segellats, Independence Day. Moltes pel·lícules Bollywood també han estat filmats a Sydney. Des de 2006, més de 229 pel·lícules s'han fet a Sydney.

### Turisme

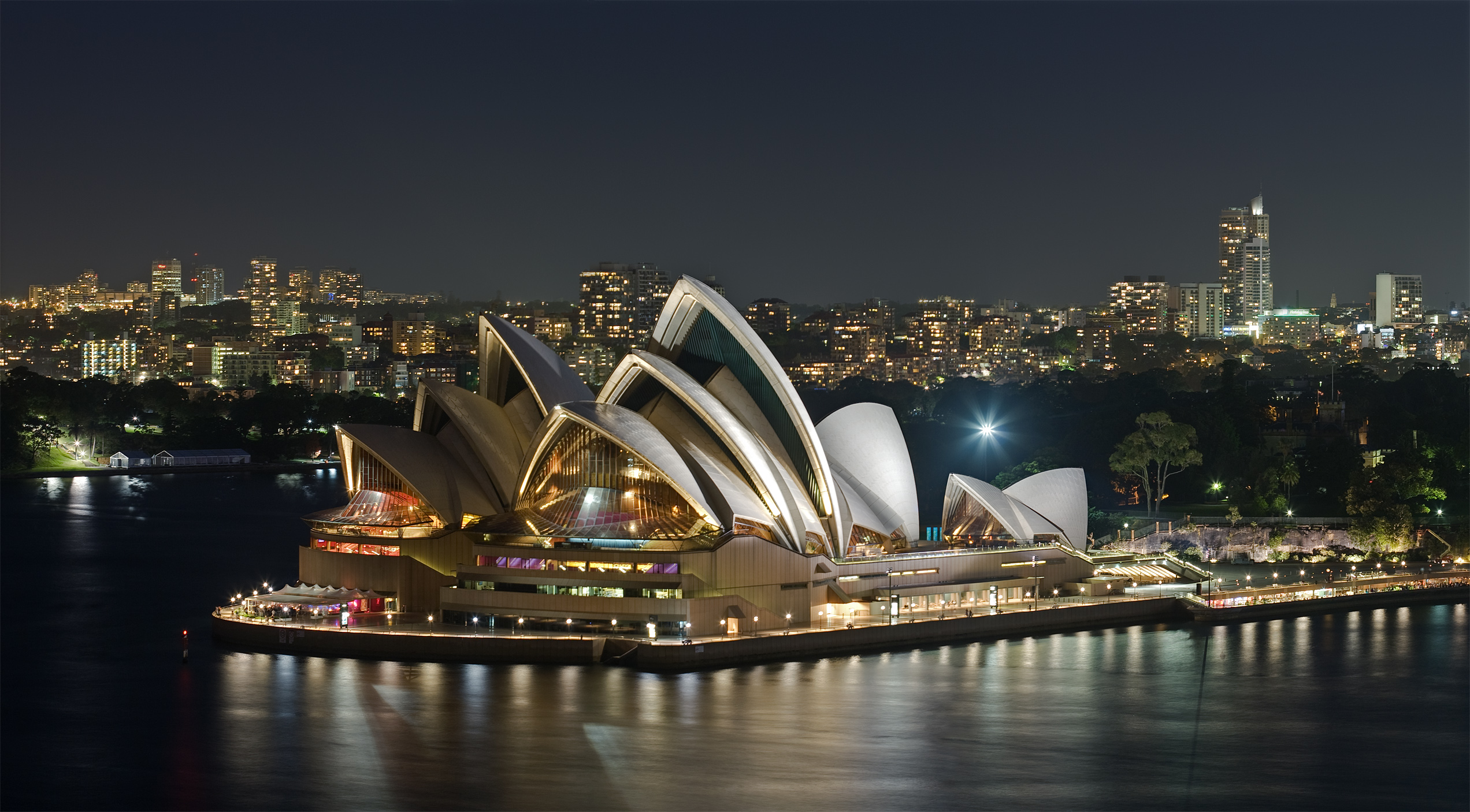
Sydney Opera House de nit

L'any 2008, Sydney va rebre 2,7 milions de visitants internacionals. Entre les atraccions més conegudes hi ha l'Òpera de Sydney (Sydney Opera House), i el Pont del port de Sydney (Sydney Harbour Bridge), i també trobem els Royal Botanical Gardens, Luna Park, les platges i la Sydney Tower. Sydney també té uns quants museus molt populars com, el Australian Museum (història natural i antropologia), el Powerhouse Museum (ciència, tecnologia i disseny), l'Art Gallery of New South Wales, el Museum of Contemporary Art i el Australian National Maritime Museum.

### Esport i activitats a l'aire lliure
Sydney està ben dotat de parcs públics i accessos a les marines, i té moltes àrees naturals fins i tot al centre de la ciutat. Dins del Centre de negocis central de Sydney estan el Jardí Xinès de l'Amistat, el Hyde Park, The Domain i el Royal Botanical Gardens. L'àrea metropolitana en conté diversos parcs nacionals, incloent-hi el Royal National Park, el segon parc nacional més antic del món i uns quants parcs a l'oest de Sydney que són part del Patrimoni Mundial a la zona de les Blue Mountains (New South Wales).
L'esport és una part important de la cultura de Sydney. L'esport més popular a Sydney és el rugbi a 13. Va arribar a la ciutat procedent de Northern England abans d'estendre's a altres parts d'Austràlia.
La ciutat és la seu de nou dels setze equips que hi ha actualment a la National Rugby League. Són el: Canterbury Bulldogs, Cronulla Sharks, Manly Sea Eagles, Penrith Panthers, Parramatta Eels, South Sydney Rabbitohs, St George Illawarra Dragons, Sydney Roosters i Wests Tigers.

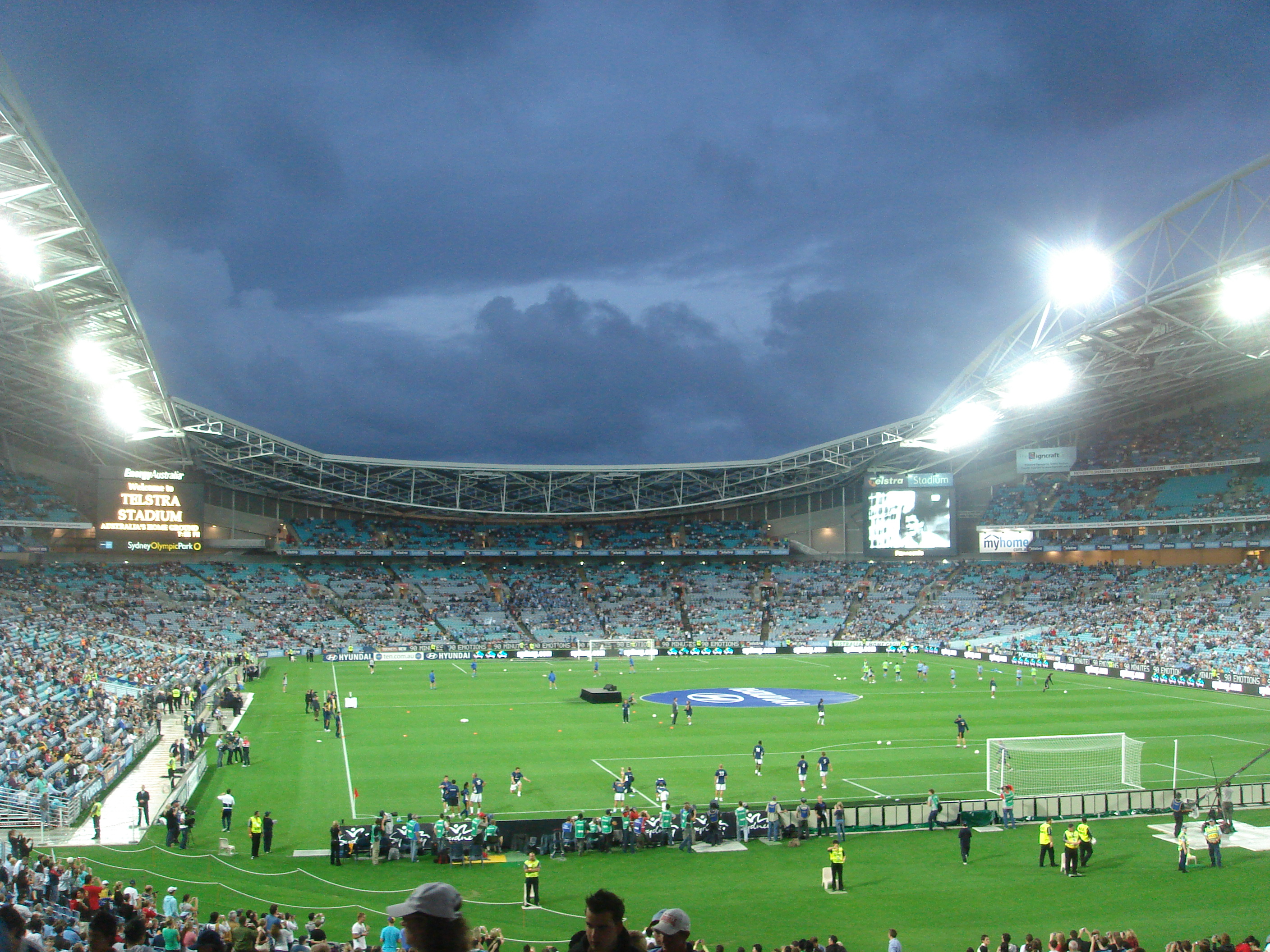
ANZ Stadium

A més de la National Rugby League, el futbol és també molt popular i Sydney és la seu del Sydney FC i del Western Sydney Wanderers FC de la Lliga australiana de futbol. Altres competicions menors amb seu a Sydney són el NSWPL i la NSW League (en futbol) i el Shute Shield (en rugbi a 15). Sydney també té un equip de l'Australian Football League anomenat el Sydney Swans, una equip femení de netball (Swifts), un equip de beisbol (Patriots), un d'hoquei herba (Waratahs), 2 d'hoquei gel (AIHL Bears / Sydney Ice Dogs) i un equip de basquet femení (Sydney Uni Flames).
Com a capital estatal, Sydney és la seu de l'equip de criquet New South Wales Blues que juga en la Sheffield Shield o lliga nacional de criquet, i el Nsw Rugby League Team equip que representa a Nova Gal·les del Sud a la lliga estatal de rugbi, Rugby League State of Origin. També se celebren altres grans esdeveniments esportius com la final de la National Rugby League i la Copa Bledisloe que tenen lloc al Stadium Australia, l'estadi principal dels Jocs Olímpics d'Estiu del 2000. A Sydney també es realitza la sortida de la regata Sydney Hobart, la cursa hípica Golden Slipper Stakes, i la cursa popular City to Surf. Cal destacar els principals equipaments esportius de Sydney: Sydney Cricket Ground, ANZ Stadium, Sydney Football Stadium, el circuit d'Eastern Creek, Royal Randwick i l'hipòdrom Rosehill Gardens Racecourse.

## Infraestructura

### Sistemes de Salut
El govern de Nova Gal·les del Sud opera els hospitals públic sa la regió metropolitana de Sydney. La gestió d'aquests hospitals i altres instal·lacions sanitàries especialitzades es coordina per 4 àrees sanitàries: Sud-oest de Sydney (SSWAHS), oest de Sydney (SWAHS), zona nord i Costa Central (NSCCAHS) i l'àrea sud-oriental i d'Illawarra (SESIAHS). Hi ha també un cert nombre d'hospitals privats a la ciutat, molts dels quals estan vinculats a organitzacions religioses.

### Transport

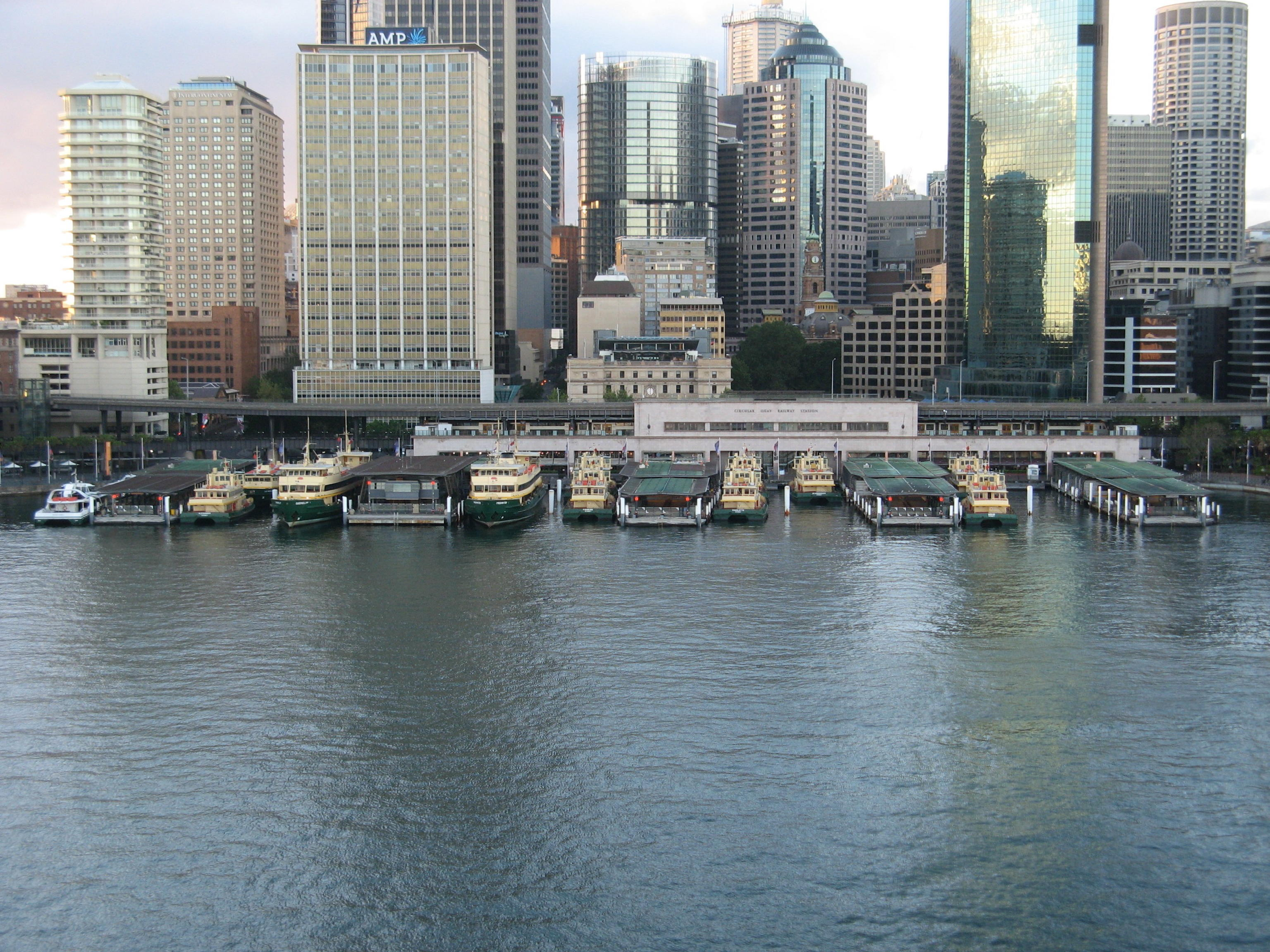
Circular Quay, terminal central del ferri de Sydney

Molts viatges dels residents de Sydney són en cotxe a través del sistema de carreteres i autopistes. La xarxa més important de vies de comunicació en l'àrea urbana són les nou Metroads, que inclouen els 110 km. De la xarxa orbital de Sydney. Sydney també està servida per extenses xarxes de tren, taxi, autobús i transbordador.
El servei de ferrocarrils de Sydney s'anomena CityRail, una corporació del govern de Nova Gal·les del Sud. Els trens circulen com un servei suburbà d'un servei de trens regionals amb els suburbis exteriors, per convergir en un servei circular de Metro urbà al districte de negocis. En els anys posteriors al jocs Olímpics del 2000, l'actuació del CityRail s'ha reduït significativament. El 2005, el CityRail va revisar els seus horari i creixia en nombre de conductors, El projecte Clearways, està planificat per ser completat en el 2010.
El 2007 un informe va identificar que Cityrail prestava un servei deficient comparat a molts serveis de metros d'altres ciutats.

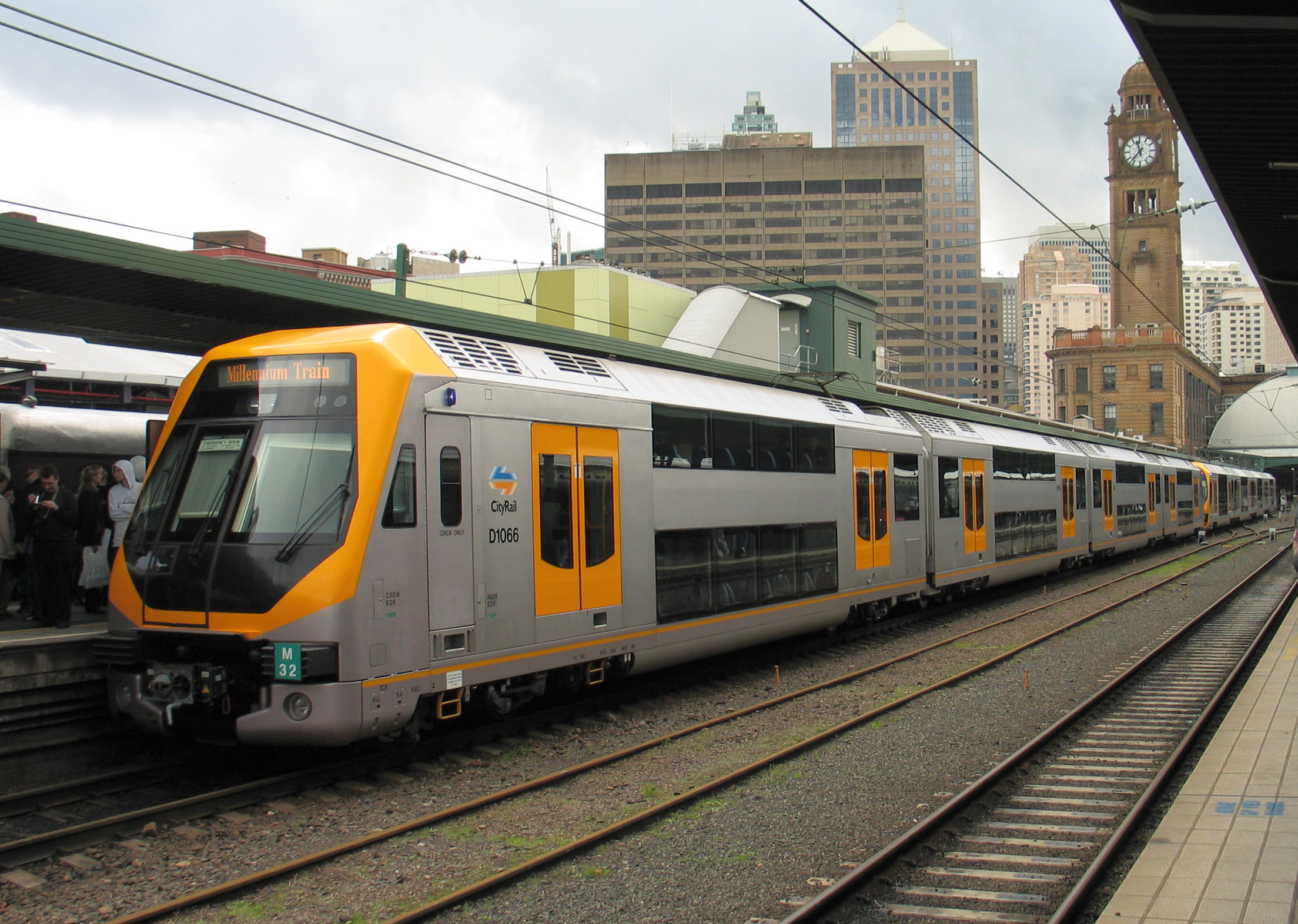
Un "tren del mil·lenni" a l'estació central de ferrocarril de Sydney

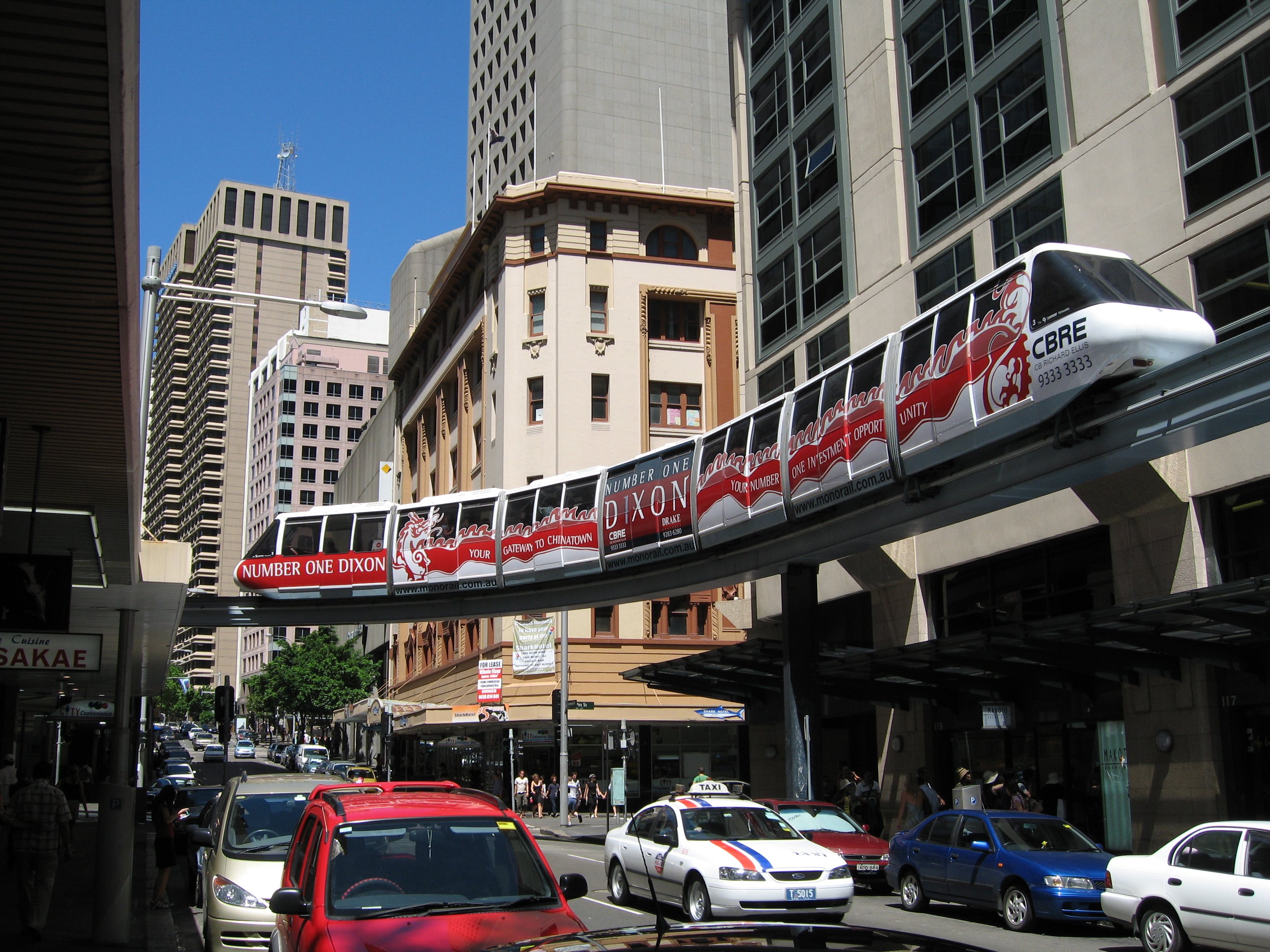
Monorail de Sydney operat 1988-2013

Sydney disposa d'un operador privat tren lleuger metropolità, Metro Light Rail, que circula des de l'estació central fins a Lilyfield al llarg d'una antiga línia de tren de mercaderies. Hi ha també un monorail, que circula en un bucle al voltant del districte comercial i Darling Harbour. Sydney havia disposat d'una extensa xarxa de tramvia, que s'ha anat tancat progressivament els anys 1950 i 1960. La major part de l'àrea metropolitana disposa d'autobusos, molts dels quals segueixen les rutes dels tramvies de pre-1961. A la ciutat i el suburbis interiors el servei està monopolitzat per una empresa pública d'autobusos de Sydney.

## Govern
Històricament, Sydney va ser governada pel Comtat de Cumberland, entre el 1940 i el 1960. Avui encara no hi ha un govern que controli tota l'àrea metropolitana. La Ciutat de Sydney inclou la zona financera i alguns barris adjacents, i, recentment s'ha expandit mitjançant fusions entre les autoritats dels districtes adjacents, com per exemple South Sydney. La Ciutat de Sydney està dirigida pel Lord Mayor of Sydney, amb l'ajuda d'un consell. El Lord Mayor, no obstant, és tractat com el representant de tota la ciutat. Els afers locals de la resta de l'àrea metropolitana són jurisdicció de les àrees locals. Aquestes àrees posseeixen uns consells que es formen gràcies a unes eleccions i són responsables d'una sèrie de funcions que són delegades pel Govern de Nova Gal·les del Sud, o Govern de l'Estat de Nova Gal·les del Sud. Altres òrgans de govern local són
- Ashfield
- Auburn
- Bankstown
- Baulkham Hills
- Blacktown
- Botany Bay
- Burwood

## Economia
Investigadors de la Universitat de Loughborough han inclòs Sidney entre les deu ciutats del món que estan altament integrades en l’economia mundial. L’índex global de potència econòmica situa Sidney en l’onzè lloc a nivell mundial. L’índex global de ciutats el reconeix com el catorzè del món segons la interacció global. A Sidney es registra una concentració significativa de bancs estrangers i de corporacions transnacionals, i la ciutat es posiciona com la capital financera d’Austràlia i com un dels principals centres financers de la regió de l’Àsia-Pacífic.
El producte interior brut nominal de Sidney va ser de 400,9 mil milions d’AU$ i de 80.000 AU$ per càpita l’any 2015. El seu producte interior brut va ser de 337 mil milions d’AU$ l’any 2013, la xifra més gran d’Austràlia. El sector financer i d’assegurances representa el 18,1% del producte brut, superant els serveis professionals amb un 9% i la indústria amb un 7,2%. Els sectors creatiu i tecnològic també són branques principals per a la ciutat de Sidney i representaven el 9% i l’11% de la seva producció econòmica l’any 2012.
L’any 2011, a Sidney hi havia 451.000 empreses, incloent-hi el 48% de les 500 companyies més grans d’Austràlia i dos terços de les seus regionals de corporacions multinacionals. Les empreses globals es veuen atrets en aquesta ciutat en part perquè la seva zona horària cobreix el tancament de les activitats a Amèrica del Nord i l’obertura d’alemanyes a Europa. La majoria d’empreses estrangeres a Sidney mantenen funcions significatives de vendes i servei, però disposen de menys oportunitats de producció, investigació i desenvolupament. A Sidney hi ha 283 empreses multinacionals amb oficines regionals.
Segons els estudis, el 15,7% posseïa propietats de manera plena, el 13,4% tenia hipoteca i el 65,7% llogava. L’any 2023, Sidney va ser reconeguda com la ciutat menys assequible per comprar una casa a Austràlia i la segona ciutat menys assequible del món després de Hong Kong amb un preu mitjà d’una casa a Sidney a finals de 2023 de 1,59 milions de dòlars australians, i un preu mitjà per unitat d’habitatge de 795.000 dòlars australians. A començaments del 2024, els mitjans descriuen Sidney sovint com una ciutat amb manca d’habitatges o que viu una crisi habitacional.

## Fills il·lustres
- John Antill (1904-1986), compositor i director d'orquestra.
- Georges Frederick Boyle (1886-1948) pianista i compositor.
- John Cornforth (1917 - 2013) químic, Premi Nobel de Química de l'any 19175.
- Pavlos Nikitaras (1962), Abat Antipas de l'església ortodoxa grega.
- Charles Ernest Weatherburn (1884-1974), matemàtic i professor d'universitat.
- Ros Kelly (1948), ministra en els governs de Bob Hawke i Paul Keating.